# Вилијам Брукс
Вилијам Ален Букс Јр. (15. август 1864 – 20. мај 1921) био је амерички хирург, играч америчког фудбала, тренер, судија и веслач. Студирао је на Харварду, где је играо амерички фудбал и био члан веслачког тима. Као капитен фудбалског тима 1886. године, предводио је екипу до скора од 12 победа и 2 пораза. Након дипломирања, завршио је Медицински факултет на Харварду 1891. године и постао истакнути хирург. Поред тога, био је цењени спортски судија и 1894. године је служио као главни тренер фудбалског тима Харварда, остваривши скор од 11 победа и 2 пораза.
Почетком 1900-их, Броокс је постао један од најистакнутијих хирурга у том подручју, служећи као главни хирург у болници Ст. Елизабет и основавао је сопствену болницу за лечење упале слепог црева 1912. године. Такође је био члан факултета на Медицинском факултету Универзитета Тафтс и направио неколико медицинских проналазака. Године 1915. изградио је болницу која је носила његово име у Бруклину, Масачусетс.
Током Првог светског рата, служио је као главни хирург Државне гарде Масачусетса, вршилац дужности државног хирурга и медицински директор за Одбор за бродарство Сједињених Држава. Био је важна фигура у пружању помоћи након експлозије у Халифаксу 1917. године.
Када је пандемија шпанског грипа почела 1918. године, Брукс је посветио много времена борби против вируса и основао је привремену болницу у шаторима у Бруклину. Његова истраживања су показала да су сунчева светлост и свеж ваздух најбољи третмани за болест, а његова болница у шаторима имала је знатно нижу стопу смртности од већине других, упркос томе што је примала најтеже случајеве. Следеће године изградио је сталну болницу како би применио исте третмане као и у болници у шаторима. Брукс је наставио своју праксу све до смрти од срчаног удара у мају 1921. године.

## Биографија и образовање
Рођен је 15. августа 1864. године у Хејврил, Масачусетс. Са 15 година, 1880. године, почео је да похађа Академију Филипс Ексетер, коју је завршио 1883. Током школовања, играо је фудбал и био капитен тима 1886. Такође је учествовао у веслачком тиму и био је препознат као један од ученика из периода опадања школског веслања који су касније „засијали као веслачи на колеџу”.
Након завршетка Академије Филипс Ексетер, Брукс се 1883. године уписао на Харвард колеџ. „Природно обдарен за било коју врсту тешког рада”, играо је амерички фудбал и бавио се веслањем, пружајући „огромну помоћ обема екипама”, према часопису „Оутинг”. Играо је у тиму бруцоша 1883. пре него што је прешао у универзитетски тим, где је играо на позицији центра.
Брукс је постао веома истакнут студент на Харварду због својих достигнућа у фудбалу и веслању, а један извор наводи да је био „један од најпознатијих Харвардових људи свог времена”. Изабран је за другог маршала на универзитету, што је еквивалент потпредседнику класе. Такође је био активан у неколико студентских активности.
Године 1886. Брукс је постао капитен фудбалског тима Харварда. „Озбиљно је прионуо на посао” те јесени и помогао у формирању тима који је „учинио чуда” и „био први после много година који је заиста донео част Харварду”. Тим је остварио 12 победа и 2 пораза, примивши поене само у утакмицама против Принстона и Јејла. Међу победама је била и она од 158–0 против Академије Филипс Ексетер, Брооксове бивше школе, што је била највећа победа у историји фудбала до тада. Такође су победили Веслијан у шампионској утакмици резултатом 110–0 и имали су осам додатних утакмица у којима су победили са више од 40 поена разлике.
Броокс је добио много похвала за свој тим из 1886. године и приписује му се заслуга за „покретање лопте” на Харварду, према часопису "Оутинг". Изгубили су само две утакмице, од Јејла и Принстона, оба сматрана националним шампионима те сезоне. Овај Харвардов тим је наводно „подигао Харвардов фудбал и поставио га међу најбоље”. Брукс је био члан генерације која је дипломирала 1887. године.
Броокс је био члан братства Делта Капа Епсилон. Такође је био члан Харвардовог клуба "Хастy Пуддинг", Уније, Универзитетског, Атлетског и Земаљског клуба, и био је оснивач и директор "Варсити клуб". Касније је био функционер братства Бета Тета Пи, служећи као његов председник неко време.
Након дипломирања на Харварду, Вилијам Ален Брукс је наставио активно учешће у атлетици, посебно као спортски званичник и тренер. Његова стручност и искуство у спорту довели су га до позиције главног тренера фудбалског тима Харварда 1894. године, где је остварио успешан учинак од 11 победа и 2 пораза. Поред тренерског ангажмана, Брукс је био цењен као спортски судија, доприносећи развоју и унапређењу спорта у академској заједници.

### Каријера као хирург
Након што је дипломирао на Харвард колеџу 1887. године, Вилијам Ален Брукс млађи је 1891. године завршио Харвардску медицинску школу и стекао звање доктора медицине. У наредним годинама, стекао је позиције хирурга у неколико болница и постао члан факултета на Харварду. Током овог периода, био је и цењени спортски судија и једну сезону је служио као главни тренер фудбалског тима Харварда, остваривши скор од 11 победа и 2 пораза.
До раних 1900-их, Брукс је постао један од најистакнутијих хирурга у том подручју, служећи као главни хирург у болници Свете Елизабете и оснивајући сопствену болницу за апендицитис 1912. године. Око тог времена, постао је и члан факултета на Медицинском факултету Универзитета Тафтс и направио неколико медицинских изума. Брукс је 1915. године изградио болницу која је носила његово име у Бруклину, Масачусетс. Током Првог светског рата, служио је као главни хирург Државне гарде Масачусетса, вршилац дужности генералног хирурга државе и медицински директор за Амерички одбор за бродоградњу. Био је важна фигура у напорима за помоћ након експлозије у Халифаксу 1917. године.
Када је пандемија шпанског грипа почела 1918. године, Брукс је посветио много времена борби против вируса и основао је хитну болницу у шаторима у Бруклину. Његова истраживања су показала да су сунчева светлост и свеж ваздух најбољи третмани за болест, а његова болница у шаторима имала је знатно нижу стопу смртности од већине других, упркос томе што је примала најтеже случајеве. Следеће године је изградио сталну болницу како би применио исте третмане као и у болници у шаторима. Брукс је наставио своју праксу све до смрти од срчане инсуфицијенције у мају 1921. године.

## Радови
- „The Harvard and Yale boat-race. Observations of a Harvard man”. Harper's Monthly. јул 1894.
- A General Consideration of Athletics; their Value in the Training of Soldiers. 1896.[33]
- (with Walton, George L.) Walton, George L.; Brooks, W. A. (1897). „Observations on Brain Surgery suggested by a Case of multiple Cerebral Hemorrhage”. Boston Medical and Surgical Journal. 136 (13): 301. doi:10.1056/NEJM189704011361302.[34]
- „Will The Automobile Survive? Has It Come To Stay?: How To Get Along Without It?”. The Boston Globe. 21. 8. 1904. стр. 32  — преко Newspapers.com.
- „First of a Series of Articles on the Appendix Vermiformis”. Boston Medical and Surgical Journal. 28. 9. 1905.[35]
- The workmen's compensation act and its relation to physicians. 1912.[36]
- General Remarks on Surgery, with Special Reference to Industrial Problems. 1915.[37]
- Brooks, William A. (октобар 1918). „The Open Air Treatment Of Influenza”. American Journal of Public Health. 8 (10): 746—750. PMC 1362338 . PMID 18009962. doi:10.2105/AJPH.8.10.746.
- „The Origin of Camp Brooks and the Open-Air Treatment of Influenza”. Journal of the Boston Society of Civil Engineers. Boston Society of Civil Engineers (објављено децембар 1918). 5 (10): 423—430. 1918.